# Cycloramphus rhyakonastes
Espèce
Statut de conservation UICN

 LC  : Préoccupation mineure
Cycloramphus rhyakonastes est une espèce d'amphibiens de la famille des Cycloramphidae.

## Répartition
Cette espèce est endémique du Sud au Brésil. Elle se rencontre dans les États de Paraná et de Santa Catarina entre 50 et 150 m d'altitude dans la Serra do Mar.

## Description
Les mâles mesurent jusqu'à 50,6 mm et les femelles jusqu'à 56,4 mm.

## Publication originale
- Heyer, 1983 : Variation and systematics of frogs of the genus Cycloramphus (Amphibia, Leptodactylidae). Arquivos de Zoologia, São Paulo, vol. 30, no 4, p. 235–339 (texte intégral).